# Ignaz von Rudhart

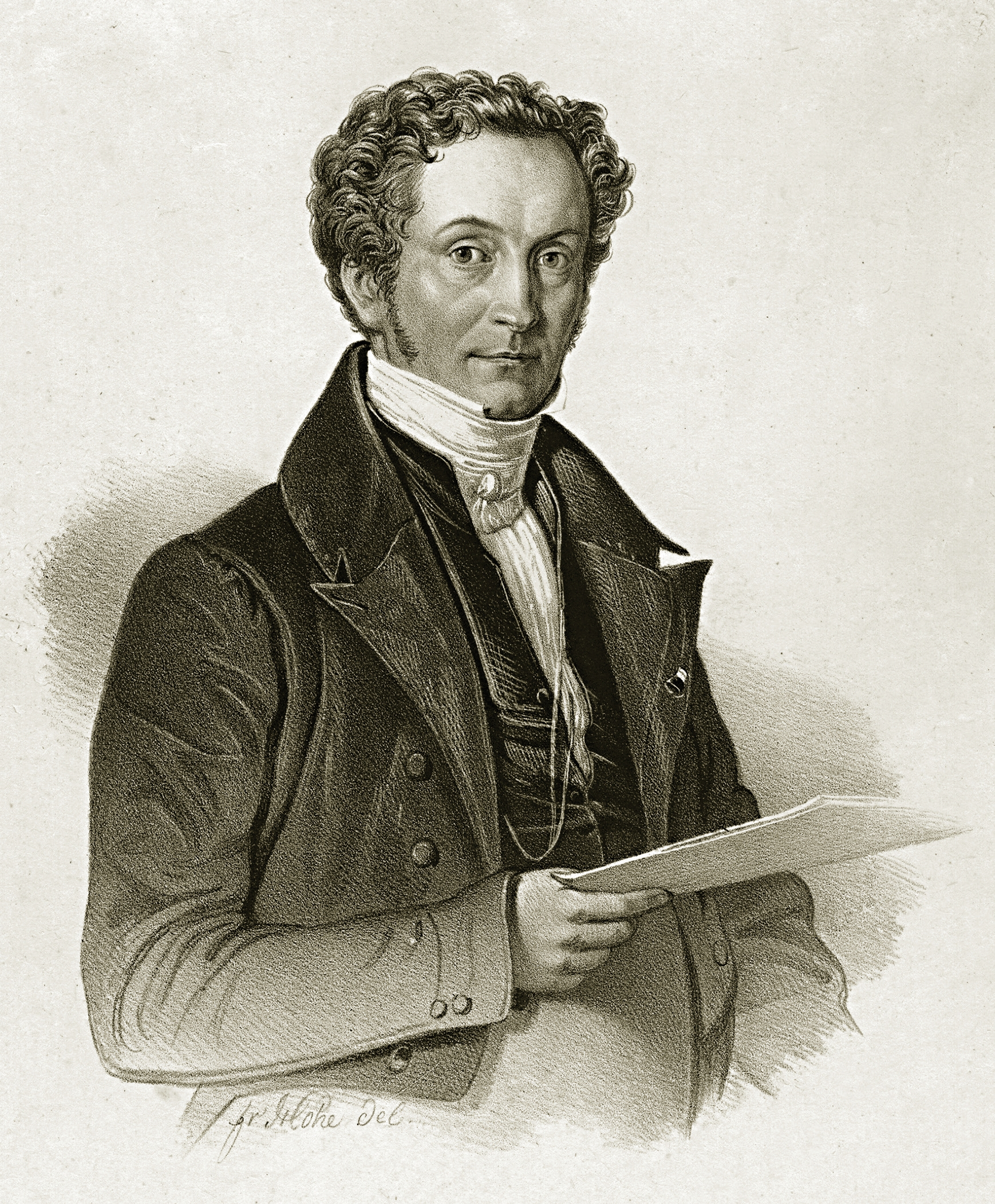
Ignaz von Rudhart

Ignaz Ritter von Rudhart (Grieks: ιγνάτιος φον Ρούντχαρτ) (Oberfranken, Beieren, 11 maart 1790 – Triëst, Oostenrijk, 18 mei 1838) was een Beiers jurist en politicus. Hij was ook premier van Griekenland tijdens de regering van Otto I.
Hij promoveerde tot doctor in rechten aan de Universiteit van München, waarna hij in 1825 lid werd van het Beierse parlement. Hij was lid van de Beierse Academie voor Wetenschappen en Geesteswetenschappen en auteur van verschillende oeuvres.
Nadat prins Otto van Beieren in 1832 tot koning van Griekenland verkozen werd, mocht hij hem begeleiden omdat hij in hoog aanzien stond van de Beierse koning. In 1837 werd hij premier na de val van de regering van Joseph Ludwig von Armansperg. Omdat hij kritiek uitoefende op het beleid van koning Otto, viel hij al snel in ongenade en werd ontslagen als premier.
In 1838 stierf hij op zijn terugreis naar Beieren.
- Gemeinsame Normdatei: 118861735
- International Standard Name Identifier: 0000 0000 8396 1456
- Library of Congress Control Number: no2002059528
- Nationale Bibliotheek van Polen: a0000001782504
- Nederlandse Thesaurus van Auteursnamen: 071949151
- Système universitaire de documentation: 224330225
- Virtual International Authority File: 77113365
- WorldCat: E39PBJt43CHBww6YwmBbVByPQq